# Eriosphaeria vermicularia
Eriosphaeria vermicularia är en svampart som först beskrevs av Christian Gottfried Daniel Nees von Esenbeck, och fick sitt nu gällande namn av Pier Andrea Saccardo 1875. Eriosphaeria vermicularia ingår i släktet Eriosphaeria och familjen Trichosphaeriaceae.  Arten är reproducerande i Sverige. Inga underarter finns listade i Catalogue of Life.